# Высшая профсоюзная школа
Высшие профсоюзные школы — высшие учебные заведения профессиональных союзов в СССР по подготовке кадров.
Поступать в высшие профсоюзные школы на очное отделение имели право члены профсоюзов в возрасте до 35 лет (на заочное отделение — без ограничения возраста), имеющие законченное среднее образование и опыт профсоюзной работы. Срок обучения на очном отделении составлял 4 года, на заочном — 5 лет.